# Franziska Preuß
Franziska Preuß (* 11. März 1994 in Wasserburg am Inn) ist eine deutsche Biathletin, die seit 2013 im Biathlon-Weltcup läuft. Ihr bislang größter Erfolg ist der Sieg im Gesamtweltcup in der Saison 2024/25; zudem wurde sie Weltmeisterin 2015 mit der Frauenstaffel und 2025 in der Verfolgung. Insgesamt gewann sie elf WM-Medaillen und 2022 Bronze mit der Staffel bei den Olympischen Winterspielen.

## Sportliche Karriere
Franziska Preuß stammt aus Albaching und betrieb in ihrer Jugend zunächst Leichtathletik. Zum Biathlon kam sie im Alter von 15 Jahren als Quereinsteigerin, nachdem sie im März 2009 von ihren Eltern einen Gutschein für das Programm „Biathlon erleben“ in Fritz Fischers Biathlon-Trainingscamp geschenkt bekommen hatte. In der Folge nahm sie auf Anraten Fischers am Stützpunkttraining in Ruhpolding teil und erlernte bei ihm und Andreas Stitzl die Skilanglauf-Technik.
In Ruhpolding trainierte Preuß von 2010 bis 2022 fast durchgehend bei Tobias Reiter. Seitdem betreut sie vor allem der Bundestrainer Kristian Mehringer.
Nachdem Preuß 2012 auf der Staatlichen Fachoberschule in Wasserburg am Inn das Fachabitur abgelegt hatte, wurde sie zum 1. August 2012 in das Zoll-Ski-Team aufgenommen.

### Anfänge (2010 bis 2013)
In ihrer zweiten Biathlonsaison 2010/11 wurde Preuß aufgrund ihrer Leistungen im Deutschlandpokal vom Deutschen Skiverband (DSV) für ihre ersten internationalen Wettkämpfe beim Europäischen Olympischen Jugendfestival im Februar 2011 im tschechischen Liberec nominiert. Dort wurde sie Zehnte im Sprint und 31. in der Verfolgung. Kurz darauf gewann sie bei den deutschen Jugendmeisterschaften in der Altersklasse 17 den Titel im Sprint und erreichte darüber hinaus zweite Plätze sowohl im Einzel als auch mit der Staffel. Am Ende der Saison gewann sie die Gesamtwertung des Deutschlandpokals in ihrer Altersklasse.
Aufgrund der Leistungen aus der Vorsaison qualifizierte Preuß sich zur Sommervorbereitung 2011 erstmals für den Nachwuchskader des DSV. Im Januar 2012 wurde sie für die ersten Olympischen Jugend-Winterspiele nominiert. Dort gewann sie in vier Wettkämpfen drei Gold- sowie eine Silbermedaille und wurde zur erfolgreichsten Athletin der Wettkämpfe. Mit diesen Leistungen erregte sie erstmals überregionale Aufmerksamkeit und wurde unter anderem von den Athleten der Deutschen Sporthilfe zur Sportlerin des Monats in Deutschland gewählt. Bei den Ende Februar folgenden Juniorenweltmeisterschaften im finnischen Kontiolahti startete Preuß als 17-Jährige erstmals bei den Rennen der Junioren (U21). Dort lief sie im Einzel auf den zehnten und mit der Staffel auf den sechsten Platz. Im Sprint erreichte sie Platz 36 und in der Verfolgung Rang 29. In der Gesamtwertung des Deutschlandpokals der Altersklasse Jugend 18/19 belegte sie punktgleich mit der Siegerin Laura Dahlmeier den zweiten Platz.
Im September 2012 erreichte Franziska Preuß bei den Deutschen Meisterschaften in Oberhof Platz sieben im Sprint der Frauen-Klasse. Nach guten Leistungen im Deutschlandpokal mit vier Siegen in vier Rennen ihrer Altersklasse wurde sie Ende Januar 2013 für die Juniorenweltmeisterschaften in Obertilliach nominiert. Zum Auftakt belegte sie beim Sieg ihrer Mannschaftskollegin Laura Dahlmeier Rang fünf im Sprint, danach erreichte in der anschließenden Verfolgung sowie im Einzelrennen jeweils die Bronzemedaille. Mit der Staffel an der Seite von Dahlmeier und Vanessa Hinz wurde sie Weltmeisterin und gewann so ihre insgesamt dritte Medaille. Nach diesen Erfolgen bestritt sie im Februar 2013 bei den Europameisterschaften in Bansko ihren ersten Start im internationalen Frauenbereich. Nach Platz 18 im Einzel erreichte sie im Sprint den fünften Platz und in der Verfolgung Patz zwei und somit die Silbermedaille. In der abschließenden Staffel wurde Preuß mit Nicole Wötzel, Hinz und Karolin Horchler vor Tschechien Europameisterin.

### Debüt im Weltcup und Olympische Spiele (2013/14)
Bei den Deutschen Meisterschaften am Arber und in Ruhpolding im September 2013 gewann Franziska Preuß nach Platz fünf im Sprint in der Verfolgung, im Einzel und im Massenstart jeweils den Titel und war damit die erfolgreichste Athletin der Wettkämpfe. 
Nach ihren Leistungen bei den Deutschen Meisterschaften wurde Preuß für den Auftakt des Weltcups 2013/14 in Östersund nominiert. Am 28. November 2013 gab sie im Alter von 19 Jahren im Einzel ihr Weltcupdebüt und belegte den 44. Platz. In den folgenden Rennen konnte sie ihre Ergebnisse kontinuierlich steigern. Nachdem sie in Hochfilzen mit der deutschen Staffel bereits ihren ersten Podiumsplatz erreicht hatte, gewann sie in der Folgewoche in Le Grand-Bornand als Startläuferin zusammen mit Andrea Henkel, Franziska Hildebrand und Laura Dahlmeier ihren ersten Weltcupsieg. Im Sprint erzielte sie mit Platz sechs ihre erste Top-Ten-Platzierung und erreichte die Qualifikationsnorm für die Olympischen Spiele.
Nach schwächeren Ergebnissen beim ersten Weltcup im Januar 2014 in Oberhof gewann Preuß in Ruhpolding erneut mit der Staffel und lief in der Verfolgung mit einem Fehler vom 16. auf den vierten Platz zu einer neuen Karrierebestleistung vor. In Antholz erreichte sie mit Platz sieben im Sprint erneut die Top Ten.
Im Februar 2014 nahm Franziska Preuß in Sotschi an ihren ersten Olympischen Winterspielen teil. Nach einem 40. Platz im Sprint und einem 39. Platz in der Verfolgung wollte Preuß auf einen Start im Einzel verzichten. Auf Drängen der Trainer hin startete sie doch und wurde nach fünf Schießfehlern in der dritten Runde auf Platz 80 liegend unter Tränen aus dem Rennen genommen, um sich für die weiteren Einsätze zu schonen. In einem Fazit zu den Olympischen Spielen und der Situation in der deutschen Frauenmannschaft gab Magdalena Neuner an, Preuß hätte das Einzelrennen „mit einem Nervenzusammenbruch“ beendet und die Trainer hätten sie „dazu genötigt, dass sie da läuft“. Auf den folgenden Massenstart verzichtete sie. Vor der Staffel stand die deutsche Mannschaft unter dem Eindruck der positiven Dopingprobe von Evi Sachenbacher-Stehle. Franziska Preuß stürzte als Startläuferin in der ersten Runde des Rennens und verlor durch Verlust ihres Skistocks fast 50 Sekunden bis zum ersten Schießen. Zusätzlich geriet Schnee in die Visiereinrichtung ihrer Waffe, was am Schießstand weiteren Zeitverlust bedeutete. Nach drei Nachladern hatte sie nach dem ersten Schießen zwei Minuten Rückstand auf die Rennspitze. Sie übergab die Staffel erneut unter Tränen mit drei Minuten Rückstand auf dem letzten Platz liegend an Andrea Henkel. Weder sie noch Franziska Hildebrand oder Laura Dahlmeier waren in der Lage, das Ergebnis maßgeblich zu ändern. Am Ende erreichte die Mannschaft mit einem Gesamtrückstand von fast vier Minuten auf die Ukraine auf dem elften Rang das Ziel.
Beim ersten Weltcup nach den Olympischen Spielen auf der Pokljuka erreichte Preuß mit Platz 59 im Sprint und Platz 20 im Massenstart erneut schwache Ergebnisse. Auf die Rennen in Kontiolahti musste sie verzichten. Beim Weltcupfinale in Oslo belegte sie die Plätze elf, 24 und 15. Ihre erste Weltcupsaison beendete sie als 18. in der Gesamtwertung.

### WM-Gold mit der Staffel und Sieg im Massenstartweltcup (2014/15)
Zur Saison 2014/15 wurde Franziska Preuß’ Heimtrainer Tobias Reiter Co-Trainer der Nationalmannschaft unter Gerald Hönig. Bei den Deutschen Meisterschaften im September 2014 gewann sie die Bronzemedaille im Sprint.
Beim Auftakt des Weltcups in Östersund startete Preuß mit den Plätzen 16, 21 und 12 in die Saison. Bei der nächsten Station in Hochfilzen erreichte sie als Zehnte im Sprint und Sechste in der Verfolgung ihre ersten Top-Ten-Platzierungen des Winters. Zudem gewann sie als Schlussläuferin zusammen mit Luise Kummer, Franziska Hildebrand und Vanessa Hinz ihr drittes Staffelrennen. Beim Weltcup auf der Pokljuka wurde sie Achte im Massenstart.
Nach der Weihnachtspause stellte Preuß in Oberhof mit Platz vier im Sprint ihre Karrierebestleistung ein; im Massenstart belegte sie zudem Platz sechs. In Ruhpolding wurde Preuß nach Platz 42 im Sprint im Massenstart Zweite und stand damit zum ersten Mal in einem Weltcupeinzelrennen auf dem Podium. In Antholz erreichte sie zwei neunte Plätze und gewann zudem erneut mit der deutschen Staffel. Auf den Weltcup in Nové Město na Moravě im Februar musste Preuß mit einer Erkältung verzichten; in Oslo kehrte sie mit den Plätzen 19 und 39 zurück.
Im März 2015 nahm Franziska Preuß in Kontiolahti erstmals an Weltmeisterschaften teil. Zu Beginn der Wettkämpfe belegte sie mit der deutschen Mixed-Staffel Platz sechs. Danach wurde sie im Sprint 13. und in der anschließenden Verfolgung 14. Auf das Einzel verzichtete sie zur Belastungssteuerung. In der Staffel am zweiten WM-Wochenende lief Preuß auf der zweiten Position. Gemeinsam mit Hildebrand, Hinz und Laura Dahlmeier gewann sie das Rennen und wurde somit Weltmeisterin. Im abschließenden Massenstart gewann sie darüber hinaus als Zweitplatzierte Silber und somit ihre erste WM-Einzelmedaille. Sie übernahm zudem die Führung in der Massenstart-Weltcupwertung
Beim Saisonfinale in Chanty-Mansijsk lief Preuß nach Platz sechs im Sprint in der Verfolgung auf Platz drei und somit erneut aufs Podium vor. Beim letzten Rennen der Saison wurde sie im Massenstart erneut Sechste, verteidigte damit ihre Führung im Massenstart-Weltcup und gewann die kleine Kristallkugel für diese Wertung. Im Gesamtweltcup belegte sie Platz neun.

### Weitere WM-Medaillen (2015/16)
Im September 2015 musste Franziska Preuß ihre Sommervorbereitung aufgrund einer Schnittverletzung an der linken Hand pausieren, wodurch sie zudem die Deutschen Meisterschaften verpasste.
Beim Auftakt des Weltcups im Dezember 2015 in Östersund erreichte Preuß einen vierten und einen sechsten Platz. In Hochfilzen verpasste sie nach schwächeren Einzelergebnissen als Schlussläuferin der Staffel erst im Zielsprint den Sieg. Beim letzten Weltcup vor Weihnachten auf der Pokljuka erreichte sie in allen drei Rennen die Top Ten und lag am Ende des ersten Trimesters in der Weltcup-Gesamtwertung auf dem sechsten Platz.
Aufgrund eines in der Weihnachtspause diagnostizierten Haarrisses im Steißbein, den sie sich bereits in Östersund zugezogen hatte und dessen Heilung sich verzögerte, musste Preuß im Januar 2016 alle Weltcups absagen. Sie nahm erst Anfang Februar im kanadischen Canmore wieder an Rennen teil, wo sie trotz eingeschränkten Trainings im Sprint den sechsten Rang erreichte und gemeinsam mit Franziska Hildebrand, Arnd Peiffer und Simon Schempp die Mixed-Staffel gewann. In der Folgewoche in Presque Isle wurde sie nach schwächeren Resultaten in den Einzelrennen mit der Staffel Dritte. 
Bei den Biathlon-Weltmeisterschaften in Oslo gewann Preuß zum Auftakt mit der gleichen Besetzung wie in Canmore die Silbermedaille mit der Mixed-Staffel. Nach Platz 14 im Sprint lief sie in der Verfolgung auf Platz sechs vor. Auf das Einzel verzichtete sie wie im Vorjahr. In der Staffel gewann sie gemeinsam mit Franziska Hildebrand, Maren Hammerschmidt und Laura Dahlmeier Bronze und im abschließenden Massenstart wurde sie Achte.
Beim Saisonfinale in Chanty-Mansijsk wurde Preuß in Sprint und Verfolgung Sechste und Fünfte. Die Weltcup-Gesamtwertung beendete sie auf Platz zwölf, nachdem sie ein Drittel der Rennen verpasst hatte.

### Gesundheitliche Probleme und Saisonabbruch (2016/17)
Bei den Deutschen Meisterschaften im September 2016 gewann Franziska Preuß die Titel im Sprint und im Massenstart.
Beim Auftakt der Weltcupsaison Ende Dezember in Östersund erreichte Preuß zunächst in der Single-Mixed-Staffel gemeinsam mit Erik Lesser als Dritte das Podium. Bei den weiteren Rennen belegte sie im Einzel den vierten Platz und wurde in Sprint und Verfolgung 25. und 14. Aufgrund eines Magen-Darm-Infekts musste sie den zweiten Weltcup auf der Pokljuka auslassen. Beim Weltcup in Nové Město kehrte sie zurück und erreichte mit den Plätzen zehn, sechs und sechs in allen drei Rennen die Top Ten.
Über die Weihnachtspause erkrankte Preuß an einem weiteren Infekt, in dessen Folge sie den ersten Weltcup im Januar in Oberhof ebenfalls absagen musste. In Ruhpolding kehrte sie als Teil der Frauenstaffel zurück, mit der sie das Rennen gewinnen konnte. In Sprint und Verfolgung belegte sie die Plätze 30 und 14. Den Weltcup in Antholz musste sie aufgrund einer erneuten Krankheit wiederum absagen. 
Aufgrund ihrer Vorleistungen wurde Franziska Preuß dennoch für die Weltmeisterschaften in Hochfilzen nominiert und reiste mit der Mannschaft ins Trainingslager zur Vorbereitung. Anfang Februar sagte sie dann die Teilnahme an den Weltmeisterschaften ab, weil sie – insbesondere nach der erneuten Grippeerkrankung kurz nach dem Weltcup in Ruhpolding – körperlich noch nicht wieder in der Lage war, an den Wettkämpfen teilzunehmen. Noch während der Weltmeisterschaften gab sie bekannt, die Saison aus gesundheitlichen Gründen vorzeitig zu beenden. Kurz darauf unterzog sie sich einem operativen Eingriff, der nach einer Nebenhöhlenentzündung nötig geworden war. Später gab sie an, dass sie in dieser Zeit „ein Wrack“ gewesen sei und sich psychologische Hilfe gesucht habe.

### Zweite Olympiateilnahme (2017/18)

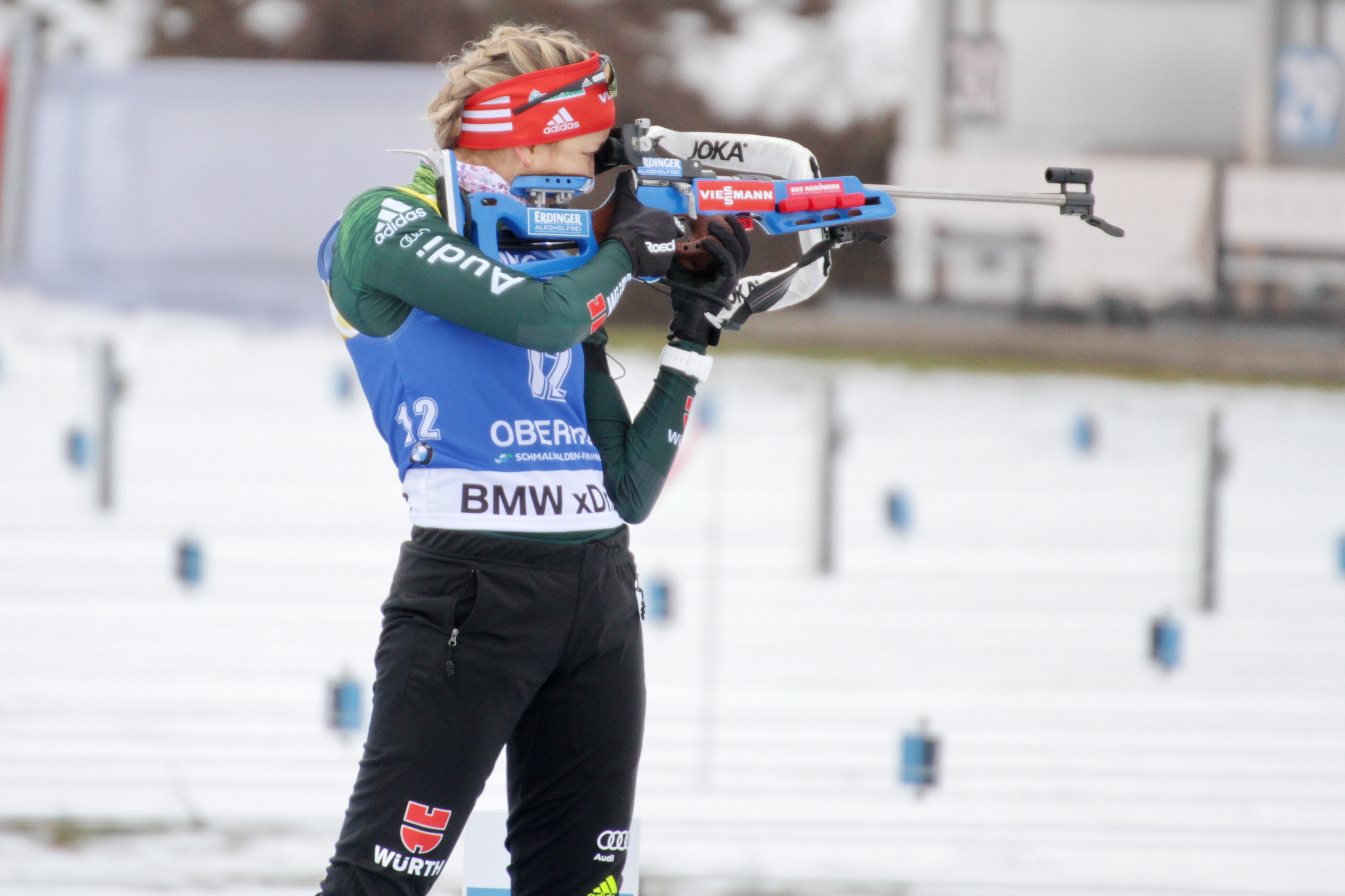
Preuß beim Weltcup in Oberhof im Januar 2018

Nach den gesundheitlichen Problemen im Frühjahr konnte Franziska Preuß erst langsamer in die Sommervorbereitung starten. Bei den Deutschen Meisterschaften im September belegte sie dann in Sprint und Verfolgung jeweils den vierten Platz und gewann zudem Silber im Massenstart.
Zu Beginn der Saison 2017/18 Ende November in Östersund wurde Preuß Dritte mit der deutschen Mixed-Staffel. In den folgenden Einzelrennen kam sie über Platz 26 nicht hinaus. Den zweiten Weltcup in Hochfilzen musste sie aufgrund einer Erkältung absagen. Bei ihrer Rückkehr in Le Grand-Bornand belegte sie die Plätze 48 und 51.
Nach dem Jahreswechsel erreichte Preuß in Oberhof im Sprint den zwölften und als Teil der deutschen Staffel den zweiten Platz. In der Folgewoche gewann sie mit der Staffel ihr erstes Weltcuprennen des Winters. Erst beim letzten vorolympischen Weltcup in Antholz qualifizierte sie sich mit ihren ersten Top-Ten-Ergebnissen der Saison für die Teilnahme an den Olympischen Winterspielen 2018 in Pyeongchang.
Dort erhielt Preuß im Sprint und in der Verfolgung zunächst keinen Einsatz. Im 15-Kilometer-Einzelrennen blieb sie als eine von drei Athletinnen fehlerfrei und verpasste als Vierte knapp eine Medaille. Zudem qualifizierte sie sich für den Massenstart, in dem sie Platz zwölf belegte. In der olympischen Frauenstaffel lief Preuß wie 2014 als Startläuferin. Beim ersten Schießen traf sie mit allen fünf Schüssen, lud aber dennoch ihr Gewehr nach, weil sie meinte, eine Scheibe verfehlt zu haben. Dieser Fehler brachte sie nach eigener Aussage aus dem Konzept. Im anschließenden Stehendschießen schoss sie vier Fehler und musste eine Strafrunde laufen. Sie übergab an zwölfter Position an Denise Herrmann, die (wie auch die dritte deutsche Läuferin Franziska Hildebrand) ebenfalls eine Strafrunde laufen musste. Am Ende belegte das deutsche Quartett mit Schlussläuferin Laura Dahlmeier den achten Rang.
Bei den Weltcups im März nach den Olympischen Spielen in Kontiolahti und Oslo kam Preuß in den Einzelrennen über Platz 20 nicht hinaus, erreichte aber mit der deutschen Staffel als Zweite das Podium. Beim Weltcupfinale in Tjumen lief sie im Sprint von Platz 24 auf Platz zehn vor und belegte im abschließenden Massenstart Platz fünf und somit ihre beste Saisonplatzierung. Den Gesamtweltcup beendete sie als 22.

### Erster Weltcupsieg (2018/19)
Zur Saison 2018/19 übernahm mit Kristian Mehringer und Florian Steirer ein neues Trainerteam die deutsche Nationalmannschaft. Bei den Deutschen Meisterschaften 2018 im September gewann Franziska Preuß im Sprint und im Massenstart Silber sowie in der Verfolgung Bronze. Mit diesen Leistungen qualifizierte sie sich für den Weltcup.
Beim Auftakt der Saison Saison 2018/19 auf der Pokljuka erreichte Preuß mit den Plätzen zehn, neun und neun in allen drei Rennen die Top Ten. In der Folgewoche in Hochfilzen konnte sie als 28. und 23. nicht an diese Leistungen anknüpfen und schoss zudem in der Staffel zwei Strafrunden. In Nové Město erreichte sie mit den Plätzen 16, elf und sieben wieder bessere Ergebnisse.
Nach dem Jahreswechsel belegte Preuß in Oberhof im Sprint nur Platz 45, lief dann aber mit der besten isolierten Zeit in der Verfolgung auf den sechsten Platz vor und wurde mit der Staffel Zweite. In Ruhpolding erreichte sie im Sprint Platz zehn und wurde mit der Staffel Dritte. Im Massenstart setzte sie sich nach fehlerfreiem Schießen im Zielsprint gegen Ingrid Landmark Tandrevold durch und feierte ihren ersten Weltcupsieg. Den folgenden Weltcup in Antholz musste sie wegen einer Halsentzündung kurzfristig absagen. Im Februar 2019 fanden nach 2016 wieder Weltcups in Nordamerika statt. In Canmore belegte sie im Einzel Platz 17; in Soldier Hollow in Sprint und Verfolgung Platz 49 und 27.
Bei den Weltmeisterschaften im März 2019 in Östersund lief Franziska Preuß ihre bislang schwächste Meisterschaft. Im Sprint wurde sie 16. und fiel dann in der Verfolgung mit sieben Schießehlern auf Platz 27 zurück. Nach Platz 38 mit vier Fehlern im Einzel wurde sie nicht für die Staffel nominiert. Im abschließenden Massenstart belegte sie mit erneut sechs Schießfehlern den 19. Platz.
Beim Saisonfinale eine Woche später in Oslo erreichte Preuß im Sprint fehlerfrei als Zweite ihren zweiten Podestplatz des Winters. Auch in der Verfolgung und im Massenstart erreichte sie die Top Ten. Sie beendete die Saison als zweitbeste Deutsche hinter Denise Herrmann auf Position neun des Gesamtweltcups und wiederholte damit ihre bis dahin beste Platzierung aus der Saison 2014/15.

### Konstanz an der Weltspitze (2019/20)
In der Vorbereitung auf die Saison 2019/20 zog Franziska Preuß sich im Juni 2019 eine Verletzung an der Lunge zu, aufgrund der sie eine Woche im Krankenhaus verbrachte und in deren Folge sie im Training über mehrere Wochen beeinträchtig war. Auch die Deutschen Meisterschaften im September verpasste sie.
Zum Auftakt in die Weltcupsaison 2019/20 erreichte Preuß in Östersund gemeinsam mit Erik Lesser in der Single-Mixed-Staffel den zweiten und am folgenden Tag im Sprint den vierten Platz. Im Einzel wurde sie Zwölfte und als Schlussläuferin der Staffel Vierte. In Hochfilzen bestritt sie nach Platz 54 im Sprint krankheitsbedingt keine weiteren Rennen. In Le Grand-Bornand belegte sie im Sprint Platz zwölf und erreichte in Verfolgung und Massenstart die Top Ten.
Über Weihnachten erkrankte Preuß an einer Nasennebenhöhlenentzündung, aufgrund der sie zehn Tage nicht trainieren konnte. Sie verpasste zudem den ersten Weltcup im Januar 2020 in Oberhof. Bei ihrer Rückkehr in Ruhpolding war sie infolge der Erkrankung läuferisch kaum konkurrenzfähig, erreichte aber mit gutem Schießen in Sprint und Verfolgung die Plätze 14 und zwölf; mit der Staffel wurde sie zudem Vierte. Auf der Pokljuka belegte sie im Einzel mit fehlerfreiem Schießen und der 36. Laufzeit Platz fünf.
Bei den Weltmeisterschaften 2020 im Februar in Antholz erreichte Preuß in allen Einzelrennen die Top Ten, verpasste aber aufgrund zu vieler Schießfehler eine Medaille. Mit deutschen Staffeln erreichte sie zwei mal Silber: mit der Frauenstaffel um Karolin Horchler, Vanessa Hinz und Denise Herrmann ebenso wie in der Single-Mixed-Staffel mit Erik Lesser. In der Frauenstaffel war Preuß die dritte Läuferin und übernahm das Rennen an Position zehn liegend. Sie verringerte den Rückstand auf die Spitze – auch dank eines fehlerfreien und mit 18 Sekunden außergewöhnlich schnellen Stehendschießens – deutlich (von 1:38 Minuten auf 43 Sekunden) und übergab als Vierte an Denise Herrmann, die Preuß nach dem Rennen als „Matchwinner“ bezeichnete.
Nach den Weltmeisterschaften erreichte Preuß in Nové Město nach Platz 13 im Sprint und Platz drei mit der Staffel im Massenstart als Dritte ihren ersten Einzel-Podestplatz der Saison. Auch in der Folgewoche in Kontiolahti erreichte sie im Sprint als Zweite eines deutschen Doppelsiegs hinter Herrmann das Podest. Nach der Verfolgung, die sie auf Platz neun beendete, wurde die Saison aufgrund der beginnenden COVID-19-Pandemie abgebrochen. Im Gesamtweltcup erreichte Preuß als Sechste ihre bis dahin beste Platzierung.

### Gesamtweltcupdritte (2020/21)
Im Sommer 2020 trainierte Preuß am Stützpunkt in Ruhpolding wieder unter ihrem Jugendtrainer Tobias Reiter und nahm auch an den Lehrgängen der von ihm betreuten deutschen B-Mannschaft und nicht an denen der Nationalmannschaft teil. Einen Schwerpunkt legte sie auf den Ausbau ihrer Kraftausdauer. Bei den Deutschen Meisterschaften im September gewann sie Bronze im Sprint und Silber in der Verfolgung.
Der Winter 2020/21 war von der COVID-19-Pandemie geprägt. Preuß, die in den Jahren zuvor stets während der Saison an Infekten erkrankt war, profitierte von den Hygienemaßnahmen und sprach rückblickend vom ersten Winter, in dem sie durchgängig gesund gewesen sei. Sie startete die Saison Ende November in Kontiolahti mit den Plätzen 18 und 23. In der zweiten Woche am selben Ort lief sie in der Verfolgung von Platz 16 auf sieben vor, zudem wurde sie mit der Staffel Dritte. In Hochfilzen lief sie als Dritte im ersten Sprint auf das Podest und erreichte auch in allen weiteren Rennen des Doppelweltcups die Top Ten.
Im Januar 2021 erreichte Preuß beim ersten Weltcup in Oberhof die Plätze 14 und 18. In der zweiten Woche gewann die deutsche Frauenstaffel mit ihr als Schlussläuferin ihr erstes Rennen seit zwei Jahren. Zudem wurde Preuß im Massenstart Zweite. In Antholz erreichte Preuß im Massenstart den vierten Platz und wurde mit der Staffel Zweite.
Bei den Weltmeisterschaften 2021 im Februar auf der Pokljuka platzierte sich Preuß wie im Vorjahr in allen vier Einzelrennen in den Top Ten, verpasste aber eine Medaille. Die Frauenstaffel führte sie mit zwei fehlerfreien Schießeinlagen als Schlussläuferin vom fünften auf den zweiten Platz und gewann damit ihre insgesamt fünfte WM-Silbermedaille.
Beim ersten Weltcup nach der WM in Nové Město erreichte Preuß ebenfalls in allen Rennen die Top Ten; in der zweiten Verfolgung stand sie als Dritte auf dem Podium. Beim Saisonfinale in Östersund lief sie in der Verfolgung vom 23. auf den sechsten Platz vor und erreichte beim abschließenden Massenstart mit Platz drei einen weiteren Podestplatz. Im Gesamtweltcup wurde Preuß Dritte hinter den Norwegerinnen Tiril Eckhoff und Marte Olsbu Røiseland.
Im Winter verbesserten sich Preuß’ Laufzeiten klar. Sie gehörte im Weltcup regelmäßig zu den zehn besten Sportlerinnen in der Loipe.

### Dritte Olympiateilnahme (2021/22)
Für die olympische Saison 2021/22 ließ Franziska Preuß sich ein neues Gewehr anfertigen. In der Vorbereitung trainierte sie weiterhin mit Tobias Reiter und der deutschen B-Mannschaft.
Beim ersten Weltcup in Östersund erfüllte Preuß im zweiten Rennen als Siebte im Sprint die vom Deutschen Olympischen Sportbund geforderte Norm für die Olympischen Spiele. Im zweiten Sprint und der anschließenden Verfolgung belegte sie mit guten Laufzeiten zweimal den fünften Platz. In Hochfilzen konnte sie mit den Plätzen 18 und 38 an diese Leistungen nicht anknüpfen.
Beim Weltcup in Le Grand-Bornand rutschte Franziska Preuß im Hotel auf einer Treppe aus, knickte mit dem Fuß um und verletzte sich schwer am Sprunggelenk. Die daraus resultierende Trainings- und Wettkampfpause wurde durch eine langwierige SARS-CoV-2-Infektion mit starken Halsschmerzen und Schluckbeschwerden auf mehrere Wochen verlängert. In der Folge bestritt sie im Januar keine Rennen.
Erst bei den Olympischen Spielen im Februar in Peking trat Preuß wieder zu Rennen an. Im Einzel wurde sie 25., im Sprint 30. und in der Verfolgung lief sie mit der neunten isolierten Zeit auf Platz 15 vor. Als dritte Läuferin der Frauenstaffel gewann sie bei den Winterspielen zusammen mit Vanessa Voigt, Vanessa Hinz und Denise Herrmann die olympische Bronzemedaille. Im Massenstart erreichte sie als Achte ihr bestes Einzelergebnis in Peking.
Beim ersten Weltcup nach den Olympischen Spielen Anfang März in Kontiolahti lief Preuß in der Verfolgung mit der zweiten isolierten Zeit von Platz 32 auf acht vor. In Otepää erreichte sie im Massenstart Platz fünf und als Dritte in der Single-Mixed-Staffel mit Erik Lesser das Podest. Beim Saisonfinale in Oslo belegte sie im Sprint nach vier Schießfehlern nur Platz 45, lief dann aber mit der besten isolierten Zeit und der besten Laufzeit auf Platz acht vor. Im letzten Rennen der Saison erreichte sie im Massenstart als Zweite ihren einzigen Einzel-Podestplatz der Saison. Den Gesamtweltcup beendete sie auf Platz 21.

### Gesundheitliche Probleme und Saisonabbruch (2022/23)
Zur Saison 2022/23 wechselte Franziska Preuß’ bisheriger Trainer Tobias Reiter zu den Männern. Sie trainierte daraufhin wieder mit der Nationalmannschaft, die mit Sverre Olsbu Røiseland einen neuen Co-Trainer an der Seite von Kristian Mehringer erhielt. Zu Beginn der Sommervorbereitung war Preuß erneut mehrere Wochen durch eine Stirnhöhlenentzündung beeinträchtigt. Aufgrund des resultierenden Trainingsrückstands verpasste sie die Sommerbiathlon-Weltmeisterschaften in Ruhpolding und die Deutschen Meisterschaften in Oberhof.
Beim Auftakt des Weltcups Ende November in Kontiolahti musste Preuß ihren Start im ersten Rennen aufgrund von Husten kurzfristig absagen. In der Folge konnte sie auch zu den weiteren Rennen dort nicht antreten. In Hochfilzen stieg sie mit den Plätzen 25 und 26 in die Saison ein. In der Folgewoche in Le Grand-Bornand lief sie nach Platz 24 im Sprint in der Verfolgung auf Platz zehn vor. Mit Platz 15 im Massenstart erreichte sie die WM-Norm des Deutschen Skiverbands.
Über die Weihnachtspause erkrankte Preuß wiederum an einem grippalen Infekt, in dessen Folge sie nicht trainieren konnte. Sie musste die Weltcups im Januar auf der Pokljuka und in Ruhpolding absagen. In Antholz kehrte sie mit der schwächsten Langlaufzeit ihrer Karriere als 38. im Sprint zurück. Nach Platz 34 in der Verfolgung entschied sie sich, wegen ihrer anhaltenden gesundheitlichen Rückschläge die Saison frühzeitig abzubrechen und auf die Teilnahme an den Weltmeisterschaften 2023 in Oberhof zu verzichten.

### Rückkehr zum Erfolg (2023/24)

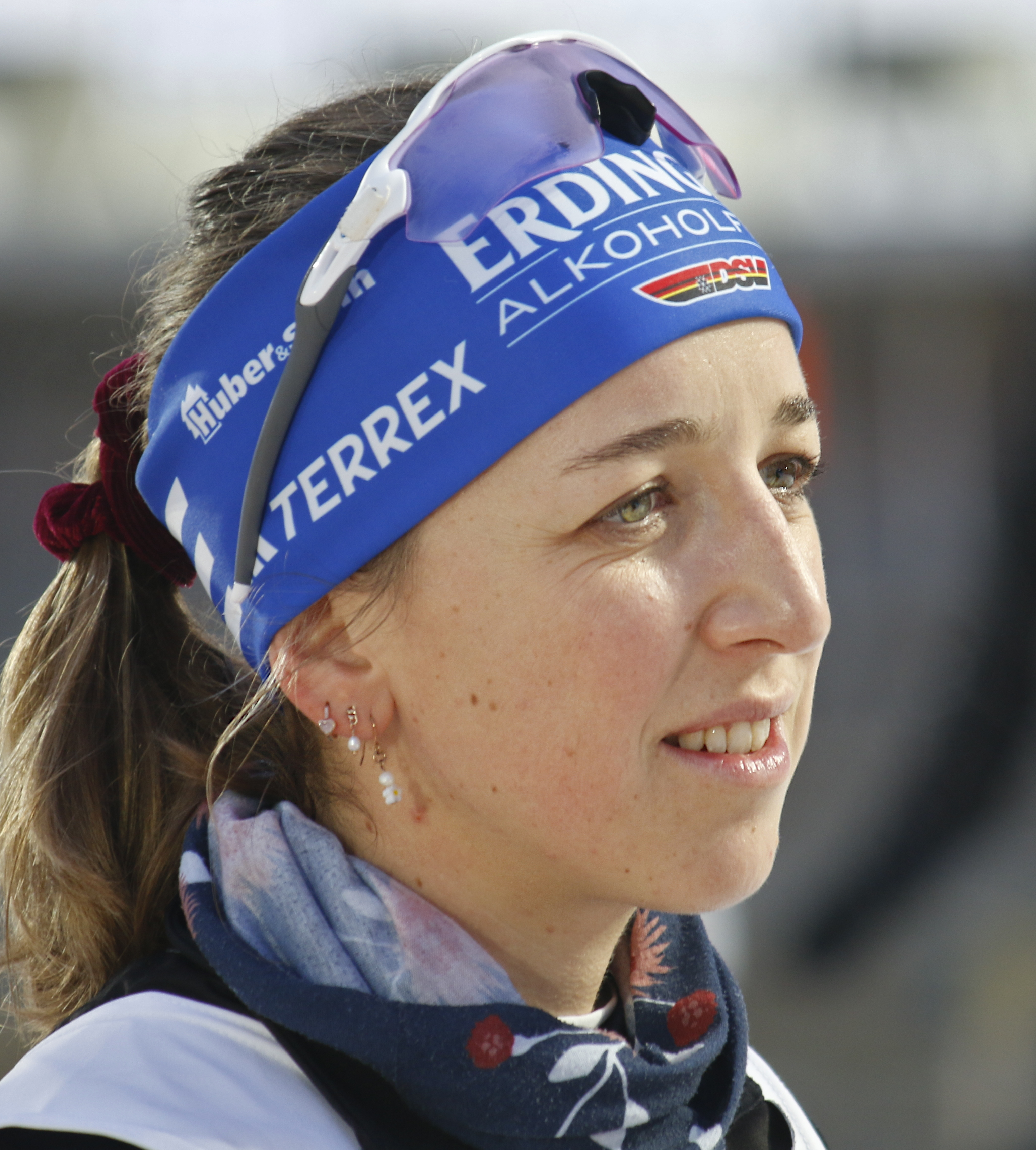
Preuß bei den Weltmeisterschaften 2024

Im Frühjahr 2023 kehrte Preuß nach einer mehrmonatigen Auszeit, in der sie unter anderem einige Zeit in Thailand verbrachte, ins Training zurück. Bei den Deutschen Meisterschaften im September in Ruhpolding gewann sie in allen drei Rennen den Titel.
Vor Beginn der Saison im November war Preuß erstmals nicht für das deutsche Weltcupteam gesetzt und musste sich für einen von drei freien Plätzen qualifizieren. Bei den Qualifikationsrennen in Sjusjøen landete sie dabei in der Gesamtrangliste auf Platz vier von fünf und wurde nur aufgrund eines Trainerentscheids für den Auftakt des Weltcups 2023/24 in Östersund nominiert.
Dort verpasste Preuß im ersten Einzel als Zweite hinter Lisa Vittozzi den Sieg nur um eine Zehntelsekunde. Nach Platz drei als Schlussläuferin der deutschen Staffel und Platz vier im Sprint verlor sie in der Verfolgung ebenfalls erst im Zielsprint gegen Lou Jeanmonnot und übernahm damit nach drei Rennen vorübergehend das Gelbe Trikot der Gesamtweltcupführenden. Sie war die erste deutsche Biathletin seit Laura Dahlmeier 2017, die das Weltcup-Gesamtklassement anführte. Vor dem zweiten Weltcup in Hochfilzen erkrankte Preuß erneut an COVID-19, musste eine Wettkampfpause einlegen und verlor den ersten Platz in der Gesamtwertung kampflos. In der Lenzerheide kehrte sie mit drei Top-Ten-Platzierungen in drei Rennen zurück.
Nach dem Jahreswechsel erreichte sie in Oberhof im Sprint als Zweite das Podest und in Ruhpolding die Plätze neun und sechs sowie Platz drei mit der deutschen Staffel. In Antholz musste sie nach Platz acht im Einzel den Massenstart aufgrund eines Magen-Darm-Infekts absagen. Insgesamt erreichte sie bis Ende Januar 2024 in allen elf Weltcup-Einzelrennen, zu denen sie angetreten war, die Top Ten.
Bei den Weltmeisterschaften 2024 in Nové Město schoss Preuß in der Mixed-Staffel eine Strafrunde, erreichte danach aber als beste Deutsche zwei sechste Ränge in Sprint und Verfolgung. Nach Platz 15 im Einzel musste sie auf eine Teilnahme am WM-Frauenstaffelrennen kurzfristig wegen Halsschmerzen verzichten. Am Folgetag konnte sie jedoch im Massenstart starten und belegte Platz elf.
Aufgrund des erneuten Infektes im Nasennebenhöhlenbereich verpasste Preuß im März zunächst die Rennen in Oslo, zu denen sie bereits angereist war, und musste schließlich auch auf die anschließenden Weltcups in Nordamerika verzichten und ihre Saison beenden. Im Frühjahr 2024 unterzog sie sich einer Operation der als chronischen Entzündungsherd ausgemachten Stirnhöhle, um ihre Anfälligkeit für Infekte zu reduzieren.

### Weltmeisterin und Gesamtweltcupsiegerin (2024/25)
In der Vorbereitung auf die Saison 2024/25 verzichtete Franziska Preuß auf Höhentrainingslager mit der deutschen Mannschaft, bei denen sie in der Vergangenheit häufig krank geworden war, und trainierte weitgehend individuell. Nach eigener Aussage war sie in Folge ihrer Operation im Frühjahr von Trainingsbeginn an „belastbarer“ und habe besser regenerieren können. Bei den Deutschen Meisterschaften im September gewann sie den Titel im Einzel.
Zum Auftakt der Saison 2024/25 in Kontiolahti begann für Preuß nach Platz vier und fünf mit dem ersten Podestplatz als Dritte im Massenstart ihre bisher erfolgreichste Saison. Beim zweiten Weltcup des Winters in Hochfilzen gewann sie im Sprint das zweite Rennen ihrer Karriere und übernahm damit die Führung im Gesamtweltcup. Nach einem dritten Platz im Verfolgungsrennen führte Preuß als Schlussläuferin nach Vanessa Voigt, Julia Tannheimer und Selina Grotian die deutsche Frauenstaffel zum ersten Sieg seit Anfang 2021. In Le Grand-Bornand folgte trotz Krankheitssymptomen nach einem zweiten Platz im Sprint der zweite Saisonsieg im Verfolgungsrennen sowie ein weiterer zweiter Platz im Massenstart. Zur Weihnachtspause führe sie den Gesamtweltcup mit 194 Punkten Vorsprung an.
Nach dem Jahreswechsel konnte Preuß in Oberhof nicht an die guten Leistungen aus dem Dezember anknüpfen und belegte in Sprint und Verfolgung nur die Plätze 28 und 20. Nur eine Woche später in Ruhpolding meldete sie sich mit zwei zweiten Plätzen im Einzel und im Massenstart zurück. Das Staffelrennen beendete Preuß als Schlussläuferin gemeinsam mit Stefanie Scherer, Selina Grotian und Sophia Schneider erneut auf dem ersten Platz. Mit jeweils Platz drei in Sprint und Verfolgung beim Weltcup in Antholz folgten zwei weitere Podiumsplatzierungen.
Bei den Biathlon-Weltmeisterschaften 2025 in der Lenzerheide gewann Franziska Preuß bereits im ersten Rennen als Dritte in der Mixedstaffel mit Selina Grotian, Philipp Nawrath und Justus Strelow ihre erste Medaille. Im Sprint gewann sie mit Silber nach zehn Jahren ihre erst zweite Einzelmedaille bei Weltmeisterschaften. Zwei Tage später gewann Preuß nach fehlerfreiem Schießen mit großem Vorsprung das Verfolgungsrennen und wurde somit erstmals Weltmeisterin ein einem Einzelrennen. Nach Platz zehn im Einzel gewann sie in der Single-Mixed-Staffel gemeinsam mit Strelow eine weitere Bronzemedaille. Das Staffelrennen der Frauen beendete die deutsche Mannschaft mit einer Strafrunde auf dem fünften Platz; im Massenstart wurde Preuß mit körperlichen und Materialproblemen Siebte.
Da die Rennen der Weltmeisterschaften nicht in die Weltcupwertung einflossen, wurden die Disziplinen- und die Gesamtwertung bei den letzten drei Weltcups entschieden. Mit einem 15. Platz im Sprint und einem 13. Platz im Verfolgungsrennen in Nové Město büßte Preuß viel Vorsprung auf ihre größte Konkurrentin Lou Jeanmonnot ein, die beide Rennen als Vierte beendete. Bei den Wettkämpfen auf der Pokljuka verringerte Jeanmonnot den Rückstand um weitere 16 Punkte. Das Sprintrennen am Holmenkollen in Oslo gewann Preuß mit 0,2 Sekunden Vorsprung vor Jeanmonnot, verlor aber nach sechzehn Rennen in Folge im gelben Trikot nach einem fünften Platz im Verfolgungsrennen die Führung im Gesamtweltcup um fünf Punkte. Die Entscheidung fiel somit im abschließenden Massenstart. Nach jeweils einer Strafrunde im Rennverlauf gingen Jeanmonnot und Preuß gemeinsam in Führung auf die letzte Runde. Als Preuß sie in der letzten Linkskurve ins Stadion hinein überholte, berührte Jeanmonnot mit ihrem linken Stock ihren linken Ski und brachte sich damit selbst zu Fall. Preuß kam kurz darauf ungefährdet vor Elvira Öberg und Jeanmonnot ins Ziel. Preuß verzichtete im Ziel auf Siegesjubel und ging sofort zu Jeanmonnot, um den Hergang des Sturzes zu klären. Jeanmonnot nahm die Schuld auf sich und versicherte Preuß, dass diese sich in keinster Weise unfair verhalten hatte. Preuß und Jeanmonnot lagen sich im Zielbereich noch lange – weinend und lachend – in den Armen. Preuß sagte später in einem Interview, dass „es [...] ein kranker Kampf“ die ganze Saison über mit Jeanmonnot gewesen sei, der dann erst in der letzten Runde des letzten Rennens entschieden wurde. Preuß fügte an, sie habe so nicht gewinnen wollen und hätte den Zweikampf lieber im Zielsprint geklärt und dass Jeanmonnot die Trophäe ebenso verdient hätte wie sie selbst. Obwohl Jeanmonnot von Anfang an die Schuld auf sich genommen hatte, legte die französische Mannschaft regelkonform Protest gegen das Ergebnis ein. Dieser wurde jedoch nach Sichten der Fernsehbilder kurz darauf zurückgezogen. Franziska Preuß war damit nach Martina Glagow, Kati Wilhelm, Andrea Henkel, Magdalena Neuner und Laura Dahlmeier die sechste Deutsche, die den Biathlon-Gesamtweltcup gewinnen konnte. Sie sicherte sich zudem die Disziplinwertungen im Sprint und zum zweiten Mal nach 2014/15 im Massenstart.

## Privates
Preuß ist seit dem Winter 2015/16 mit Simon Schempp liiert. Das Paar lebt gemeinsam in Ruhpolding.

## Auszeichnungen
- 2012: Sportlerin des Monats Januar der Stiftung Deutsche Sporthilfe[3]
- 2012: WinterStar in der Kategorie Perspektive des Bayerischen Fernsehens[31]
- 2015: Goldene Henne Publikumspreis in der Kategorie Aufsteiger des Jahres
- 2015: Bayerischer Sportpreis in der Kategorie Botschafter des bayerischen Sports für die Weltmeisterstaffel gemeinsam mit Laura Dahlmeier, Franziska Hildebrand und Vanessa Hinz
- 2022: Silbernes Lorbeerblatt[32]
- 2024: Bayerischer Verdienstorden[33]

## Statistik

### Weltcup

#### Weltcupsiege

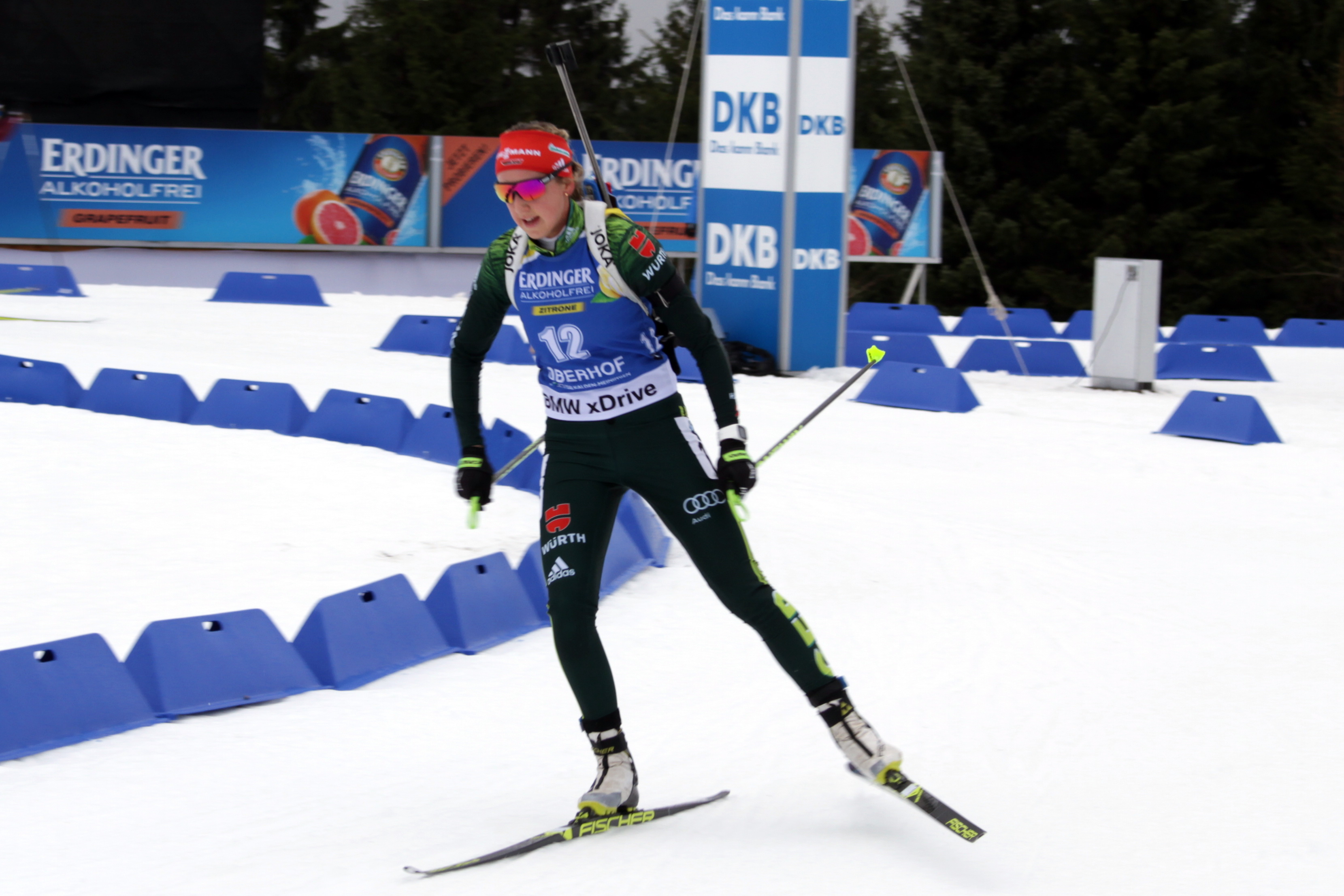
Preuß beim Weltcup in Oberhof im Januar 2018

| Nr. | Datum         | Ort              | Disziplin   |
| --- | ------------- | ---------------- | ----------- |
| 1.  | 20. Jan. 2019 | Ruhpolding       | Massenstart |
| 2.  | 13. Dez. 2024 | Hochfilzen       | Sprint      |
| 3.  | 21. Dez. 2024 | Le Grand-Bornand | Verfolgung  |
| 4.  | 21. März 2025 | Oslo             | Sprint      |
| 5.  | 23. März 2025 | Oslo             | Massenstart |

| Nr. | Datum         | Ort              | Disziplin       |
| --- | ------------- | ---------------- | --------------- |
| 1.  | 12. Dez. 2013 | Le Grand-Bornand | Staffel 1       |
| 2.  | 8. Jan. 2014  | Ruhpolding       | Staffel 2       |
| 3.  | 13. Dez. 2014 | Hochfilzen       | Staffel 3       |
| 4.  | 25. Jan. 2015 | Antholz          | Staffel 4       |
| 5.  | 13. März 2015 | Kontiolahti (WM) | Staffel 5       |
| 6.  | 7. Feb. 2016  | Canmore          | Mixed-Staffel 6 |
| 7.  | 12. Jan. 2017 | Ruhpolding       | Staffel 7       |
| 8.  | 13. Jan. 2018 | Ruhpolding       | Staffel 8       |
| 9.  | 16. Jan. 2021 | Oberhof          | Staffel 9       |
| 10. | 15. Dez. 2024 | Hochfilzen       | Staffel 10      |
| 11. | 18. Jan. 2025 | Ruhpolding       | Staffel 11      |

#### Biathlon-Weltcup-Platzierungen
Die Tabelle zeigt alle Platzierungen (je nach Austragungsjahr einschließlich Olympische Spiele und Weltmeisterschaften).
- 1.–3. Platz: Anzahl der Podiumsplatzierungen
- Top 10: Anzahl der Platzierungen unter den ersten zehn (einschließlich Podium)
- Punkteränge: Anzahl der Platzierungen innerhalb der Punkteränge (einschließlich Podium und Top 10)
- Starts: Anzahl gelaufener Rennen in der jeweiligen Disziplin
- Staffel: inklusive Mixed- und Single-Mixed-Staffeln

| Platzierung               | Einzel | Sprint | Verfolgung | Massenstart | Staffel | Gesamt |
| ------------------------- | ------ | ------ | ---------- | ----------- | ------- | ------ |
| 1. Platz                  |        | 2      | 1          | 2           | 11      | 16     |
| 2. Platz                  | 2      | 4      | 1          | 6           | 11      | 24     |
| 3. Platz                  | 1      | 2      | 4          | 3           | 12      | 22     |
| Top 10                    | 10     | 34     | 36         | 29          | 54      | 163    |
| Punkteränge               | 22     | 69     | 62         | 35          | 56      | 244    |
| Starts                    | 23     | 78     | 63         | 35          | 56      | 255    |
| Stand: Saisonende 2024/25 |        |        |            |             |         |        |

#### Weltcupwertungen
Ergebnisse bei Biathlon-Weltcups (Disziplinen- und Gesamtweltcup) gemäß Punktesystem
| Saison  | Einzel | Einzel | Sprint | Sprint | Verfolgung | Verfolgung | Massenstart | Massenstart | Gesamt | Gesamt |
| Saison  | Platz  | Punkte | Platz  | Punkte | Platz      | Punkte     | Platz       | Punkte      | Platz  | Punkte |
| ------- | ------ | ------ | ------ | ------ | ---------- | ---------- | ----------- | ----------- | ------ | ------ |
| 2013/14 | 26.    | 25     | 22.    | 140    | 13.        | 149        | 17.         | 65          | 19.    | 379    |
| 2014/15 | 19.    | 47     | 13.    | 196    | 8.         | 197        | 1.          | 218         | 9.     | 658    |
| 2015/16 | 40.    | 22     | 11.    | 203    | 9.         | 213        | 18.         | 95          | 12.    | 533    |
| 2016/17 | 24.    | 43     | 45.    | 58     | 34.        | 92         | 33.         | 38          | 35.    | 231    |
| 2017/18 | 38.    | 20     | 25.    | 99     | 21.        | 113        | 25.         | 74          | 22.    | 306    |
| 2018/19 | 16.    | 58     | 12.    | 180    | 9.         | 182        | 7.          | 152         | 9.     | 572    |
| 2019/20 | 5.     | 109    | 6.     | 215    | 10.        | 133        | 17.         | 116         | 6.     | 573    |
| 2020/21 | 13.    | 59     | 7.     | 267    | 3.         | 240        | 2.          | 183         | 3.     | 840    |
| 2021/22 | 40.    | 18     | 25.    | 137    | 22.        | 108        | 13.         | 94          | 21.    | 357    |
| 2022/23 | –      | –      | 52.    | 36     | 34.        | 53         | 35.         | 26          | 42.    | 115    |
| 2023/24 | 6.     | 109    | 10.    | 193    | 11.        | 201        | 28.         | 36          | 11.    | 539    |
| 2024/25 | 2.     | 190    | 1.     | 414    | 3.         | 319        | 1.          | 355         | 1.     | 1278   |

### Olympische Winterspiele
|                                             | Einzelwettbewerbe | Einzelwettbewerbe | Einzelwettbewerbe | Einzelwettbewerbe | Staffelwettbewerbe | Staffelwettbewerbe |
| Einzel                                      | Sprint            | Verfolgung        | Massenstart       | Frauenstaffel     | Mixedstaffel       |                    |
| ------------------------------------------- | ----------------- | ----------------- | ----------------- | ----------------- | ------------------ | ------------------ |
| Olympische Winterspiele 2014 \| Sotschi     | DNF               | 41.               | 40.               | –                 | 11.                | –                  |
| Olympische Winterspiele 2018 \| Pyeongchang | 4.                | –                 | –                 | 12.               | 8.                 | –                  |
| Olympische Winterspiele 2022 \| Peking      | 25.               | 30.               | 15.               | 8.                | 3.                 | –                  |

### Weltmeisterschaften
|                                      | Einzelwettbewerbe | Einzelwettbewerbe | Einzelwettbewerbe | Einzelwettbewerbe | Staffelwettbewerbe | Staffelwettbewerbe | Staffelwettbewerbe |
| Einzel                               | Sprint            | Verfolgung        | Massenstart       | Frauenstaffel     | Mixedstaffel       | S.-M.-Staffel      |                    |
| ------------------------------------ | ----------------- | ----------------- | ----------------- | ----------------- | ------------------ | ------------------ | ------------------ |
| Weltmeisterschaften 2015 Kontiolahti | –                 | 14.               | 13.               | 2.                | 1.                 | 6.                 | N/A                |
| Weltmeisterschaften 2016 Oslo        | –                 | 14.               | 6.                | 8.                | 3.                 | 2.                 | N/A                |
| Weltmeisterschaften 2019 Östersund   | 38.               | 16.               | 27.               | 19.               | –                  | –                  | –                  |
| Weltmeisterschaften 2020 Antholz     | 5.                | 8.                | 7.                | 8.                | 2.                 | 4.                 | 2.                 |
| Weltmeisterschaften 2021 Pokljuka    | 7.                | 8.                | 5.                | 6.                | 2.                 | 7.                 | 7.                 |
| Weltmeisterschaften 2024 Nové Město  | 15.               | 6.                | 6.                | 11.               | –                  | 5.                 | –                  |
| Weltmeisterschaften 2025 Lenzerheide | 10.               | 2.                | 1.                | 7.                | 5.                 | 3.                 | 3.                 |

### Europameisterschaften
| Europameisterschaften | Europameisterschaften | Einzel | Sprint | Verfol- gung | Staffel |
| Jahr                  | Ort                   | Einzel | Sprint | Verfol- gung | Staffel |
| --------------------- | --------------------- | ------ | ------ | ------------ | ------- |
| 2013                  | Bansko                | 18.    | 5.     | 2.           | 1.      |

### Juniorenweltmeisterschaften
| Weltmeisterschaften | Weltmeisterschaften | Einzel | Sprint | Verfol- gung | Staffel |
| Jahr                | Ort                 | Einzel | Sprint | Verfol- gung | Staffel |
| ------------------- | ------------------- | ------ | ------ | ------------ | ------- |
| 2012                | Kontiolahti         | 10.    | 36.    | 29.          | 6.      |
| 2013                | Obertilliach        | 3.     | 5.     | 3.           | 1.      |

### Olympische Jugend-Winterspiele
| Jugend-Winterspiele | Jugend-Winterspiele | Sprint | Verfol- gung | Mixed- Staffel | Mixed-Staffel (Biathlon/Langlauf) |
| Jahr                | Ort                 | Sprint | Verfol- gung | Mixed- Staffel | Mixed-Staffel (Biathlon/Langlauf) |
| ------------------- | ------------------- | ------ | ------------ | -------------- | --------------------------------- |
| 2012                | Innsbruck           | 1.     | 2.           | 1.             | 1.                                |

### Deutsche Meisterschaften
| Deutsche Meisterschaft | Deutsche Meisterschaft | Einzel             | Sprint             | Verfol- gung       | Massen- start      | Staffel            | Mixed- Staffel |
| Jahr                   | Orte                   | Einzel             | Sprint             | Verfol- gung       | Massen- start      | Staffel            | Mixed- Staffel |
| ---------------------- | ---------------------- | ------------------ | ------------------ | ------------------ | ------------------ | ------------------ | -------------- |
| 2012                   | Altenberg, Oberhof     | DNS                | 7.                 | 12.                | DNS                | –                  | 6.             |
| 2013                   | Arber, Ruhpolding      | 1.                 | 5.                 | 1.                 | 1.                 | 4.                 | N/A            |
| 2014                   | Altenberg, Oberhof     | 3.                 | 10.                | 6.                 | –                  | 3.                 | N/A            |
| 2015                   | Arber, Ruhpolding      | N/A                | nicht teilgenommen | nicht teilgenommen | nicht teilgenommen | nicht teilgenommen | N/A            |
| 2016                   | Altenberg, Oberhof     | N/A                | 1.                 | 2.                 | 1.                 | 1.                 | N/A            |
| 2017                   | Arber, Ruhpolding      | N/A                | 4.                 | 4.                 | 2.                 | 2.                 | N/A            |
| 2018                   | Altenberg, Oberhof     | N/A                | 2.                 | 3.                 | 2.                 | 1.                 | N/A            |
| 2019                   | Arber, Ruhpolding      | N/A                | nicht teilgenommen | nicht teilgenommen | nicht teilgenommen | nicht teilgenommen | N/A            |
| 2020                   | Altenberg              | 7.                 | 3.                 | 2.                 | nicht ausgetragen  | nicht ausgetragen  | N/A            |
| 2021                   | Arber                  | 10.                | 8.                 | 6.                 | nicht ausgetragen  | nicht ausgetragen  | N/A            |
| 2022                   | Oberhof                | nicht teilgenommen | nicht teilgenommen | nicht teilgenommen | nicht ausgetragen  | nicht ausgetragen  | N/A            |
| 2023                   | Ruhpolding             | 1.                 | 1.                 | 1.                 | nicht ausgetragen  | nicht ausgetragen  | N/A            |
| 2024                   | Altenberg              | 1.                 | 16.                | 8.                 | nicht ausgetragen  | nicht ausgetragen  | N/A            |